# Copiapoa solaris
Copiapoa solaris es una especie de planta suculenta perteneciente al género Copiapoa, dentro de la familia Cactaceae. Es endémica del norte de Chile (concretamente desde la región de Antofagasta hasta el noroeste del desierto de Atacama) y tiene un crecimiento muy lento.

## Descripción

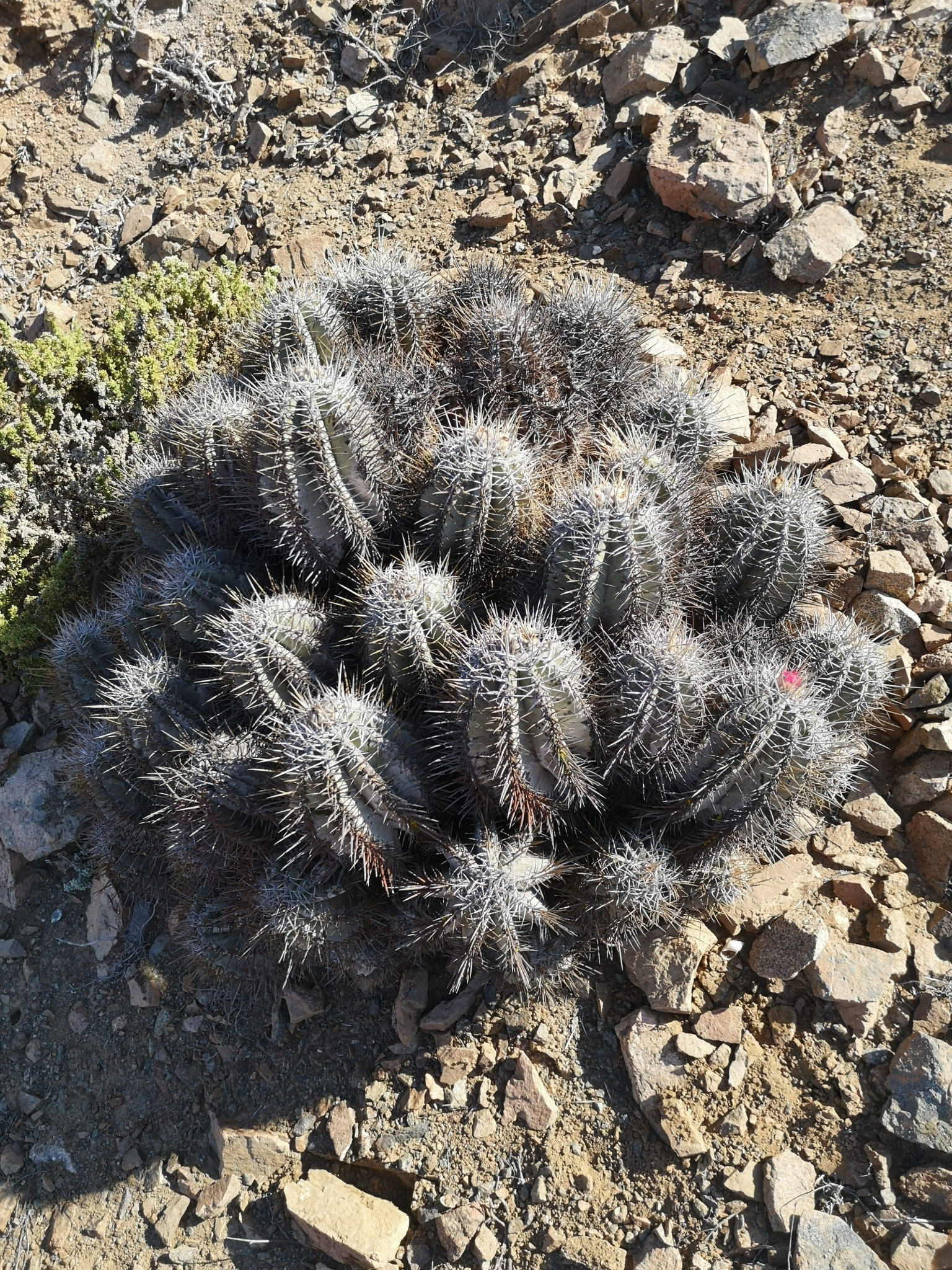
En su hábitat

Copiapoa solaris es una especie de cactus ramificado y de crecimiento lento, que forma enormes montículos densos de hasta 1 m de altura y 2 m de diámetro. Sus tallos individuales son cilíndricos, tienen consistencia dura y su epidermis es de color verde a verde grisácea, con una capa cerosa presumiblemente para evitar la desecación en su ambiente extremadamente seco. Miden de 8 a 12 cm de diámetro, presentan el ápice recubierto de lana gris y tienen raíces fasciculares. Además producen hijuelos que aparecen como manchas blancas y tardan unos seis meses en producir una o dos espinas.  
Presentan de 8 a 12 costillas rectas de hasta 3,5 cm de altura y no se dividen en tubérculos. Sobre éstas se asientan areolas circulares de hasta 1,8 cm de diámetro, separadas unas de otras hasta 0,5 cm de distancia. Tienen espinas robustas, rectas o ligeramente dobladas, largas y entrelazadas, que aunque inicialmente son de color marrón amarillento, más tarde se vuelven de color gris tiza. Entre ellas se distinguen de 2 a 5 espinas centrales de 2 a 6 cm de largo, y de 7 a 10 espinas radiales de 2 a 3 cm de largo.

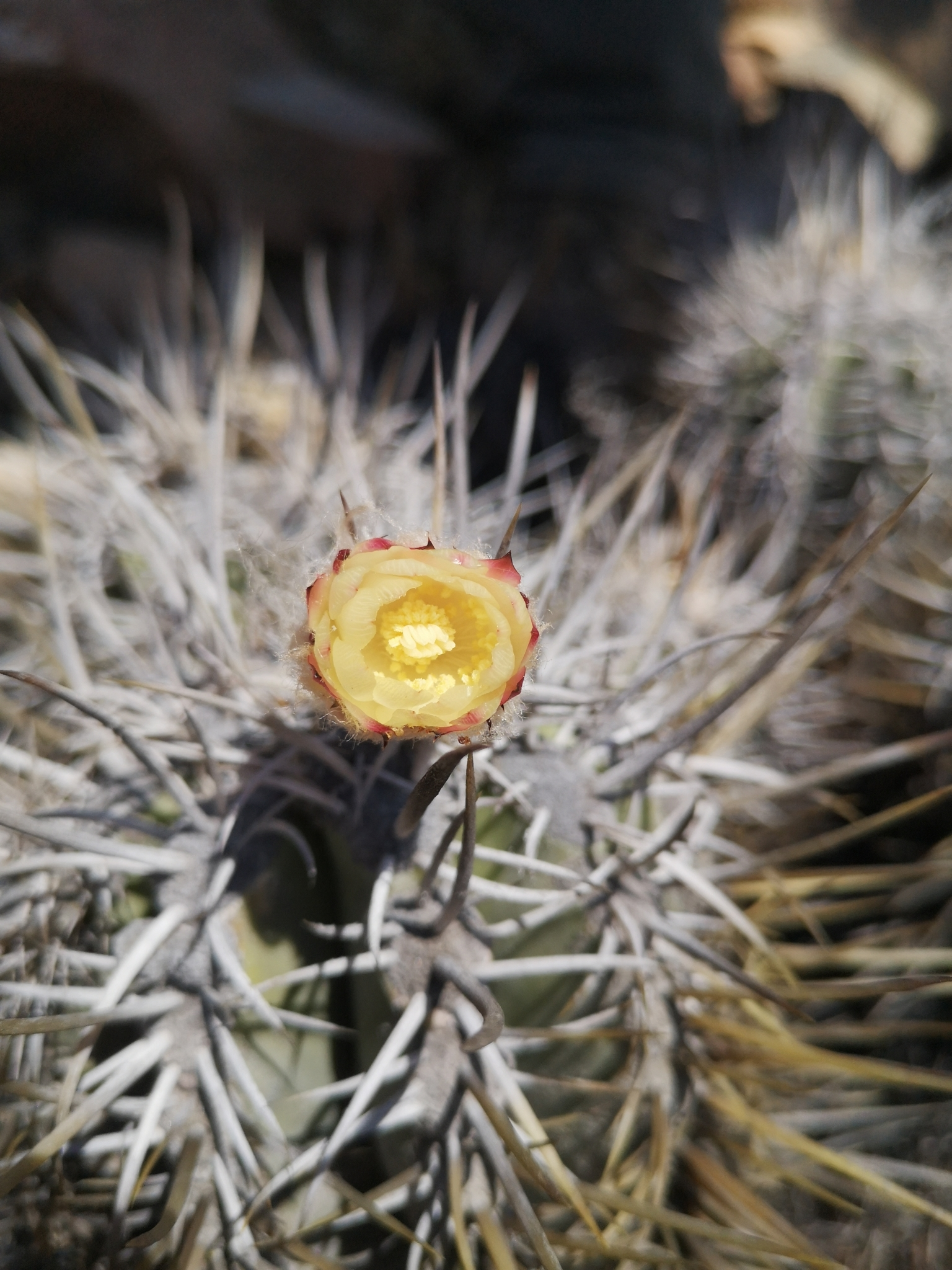
Detalle de la flor

Las flores tienen forma de embudo, y aunque son de color amarillo, ocasionalmente pueden tener la garganta rosada o rojiza. Miden hasta 3 cm de largo y suelen estar casi ocultas entre la densa lana del ápice. Tienen el tubo floral lanoso y necesitan mucha luz solar para florecer, por lo que es bastante raro que florezcan en cultivo de invernadero. Los frutos son lanudos y de color rojizo. Tienen forma ovoide y miden hasta 1,5 cm de diámetro.

## Distribución y hábitat
El área de distribución nativa de esta especie es el norte de Chile (concretamente desde la región de Antofagasta hasta el noroeste del desierto de Atacama) y crece principalmente en biomas desérticos o de matorral seco. Se desarrolla en cerros costeros, a elevaciones de 300 a 1300 m de altitud.

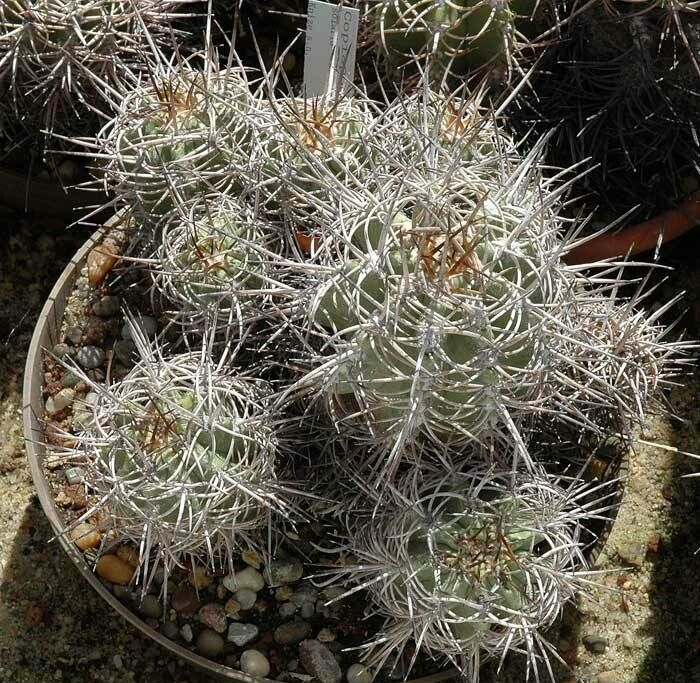
Cultivo en maceta

## Taxonomía
La primera descripción de esta especie fue como Pilocopiapoa solaris, publicada en 1961 por el botánico alemán Friedrich Ritter en la revista científica Kakteen und andere Sukkulenten 12: 20.
Posteriormente, el propio Friedrich Ritter colocó la especie en el género Copiapoa, pasando a llamarse Copiapoa solaris y anotando estos cambios en la revista científica Kakteen in Südamerika 3: 1047 en el año 1980.

Etimología
- Copiapoa: nombre genérico que hace referencia a la ciudad de Copiapó, ubicada en el desierto de Atacama, lugar donde se encuentran la mayoría de las especies de este género.
- solaris: epíteto específico latino que significa ‘del sol’ o ‘solar’, haciendo referencia a que esta especie necesita de luz solar directa para prosperar adecuadamente.[5]

## Estado de conservación
En la Lista Roja de Especies Amenazadas de la UICN, la especie está clasificada como “En Peligro Crítico (CR)”.
Las principales amenazas que sufre la especie se deben a la recolección ilegal y las sequías prolongadas que resultan de la reducción de la duración de la temporada de camanchaca (niebla costera) debido al cambio climático, ya que esta niebla es la principal fuente de agua para estas plantas. Además se ven afectados por la construcción de caminos, la minería y sus consecuencias, como el polvo.

## Usos
Se cultiva principalmente como planta ornamental y su propagación se realiza a través de esquejes o semillas.

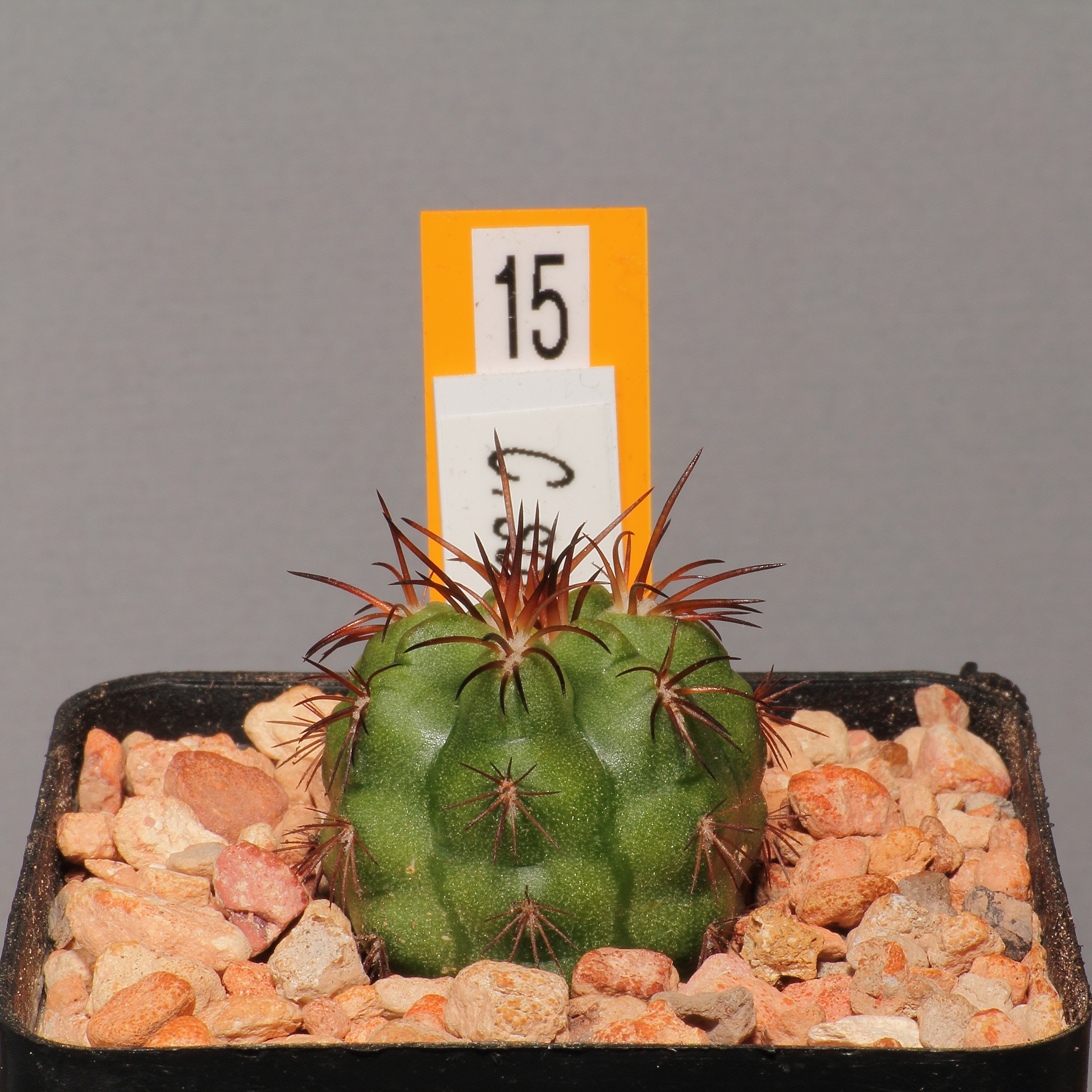
Plántula en crecimiento